# Puijila darwini
Puijila darwini ist ein primitiver Vorfahre der Robben, der vor 21 bis 24 Millionen Jahren während des Oligozäns und Miozäns lebte. Es ist die einzige bekannte Art der Gattung Puijila und wurde 2009 wissenschaftlich beschrieben. Das Tier war ungefähr einen Meter lang und besaß nur minimale physische Anpassungen zum Schwimmen. Im Gegensatz zu modernen Robben, hatte Puijila darwini keine Flossen und seine allgemeine Gestalt war otterähnlich. Schädel und Gebiss zeigen jedoch Merkmale, die sie eindeutig als Verwandten der Robben ausweisen. Puijila darwini ist das bislang primitivste Mitglied der Robbenverwandten, das bisher entdeckt wurde. Der Gattungsname stammt aus der Sprache der Inuktitut und bedeutet „junge Robbe“. Das Artepitheton ehrt Charles Darwin, der im Jahr 2009 200 Jahre alt geworden wäre und schon früh auf die Entwicklung der Robben hinwies. Das einzige bekannte Exemplar ist ein zu 65 Prozent erhaltenes fossilisiertes Skelett, das im Haughton-Krater auf Devon Island in Nunavut zu Tage gefördert wurde. Es wird im Canadian Museum of Nature in Ottawa, Ontario, aufbewahrt.

## Hintergrund

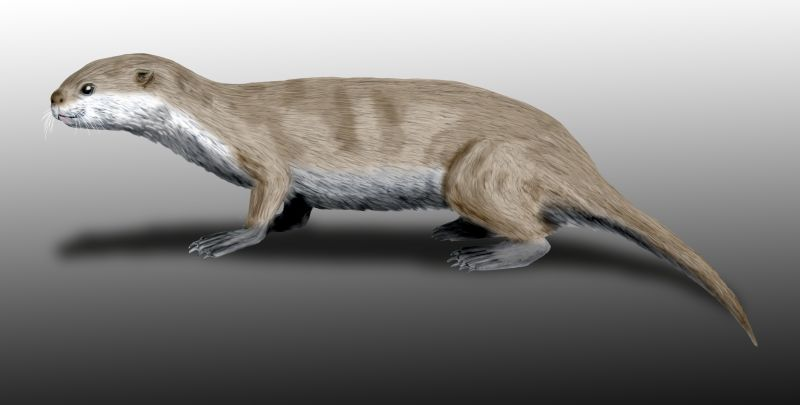
Rekonstruktion

Puijila darwini war ein halbaquatisches Raubtier, das eine morphologische Mosaikform in der frühen Entwicklung der Robben repräsentiert. Die fossilen Überreste zeigen vergrößerte, vermutlich mit Schwimmhäuten besetzte Füße, kräftige Vorderbeine und einen unspezialisierten Schwanz. Dies lässt vermuten, dass Puijila vierbeinig paddelte und die mit Schwimmhäuten versehenen Vorder- und Hinterbeine zum Vortrieb verwendete. Phylogenetische Studien, einschließlich molekularer Belege, deuten auf eine Schwesterbeziehung zwischen Robben, Bären und Mardern (Wiesel und Otter) hin. Ursprünglich wurde angenommen, dass die landlebenden Säugetiere irgendwann zu einer eher marinen Lebensweise übergingen, also im Wesentlichen eine „Rückkehr ins Meer“ vollzogen, um irgendeine Art von Überlebensvorteil zu gewinnen. Jedoch waren fossile Belege für diesen Übergang bisher nicht handfest oder umstritten. Die Entdeckung von Puijila ist insofern bedeutend, da es ein Übergangsfossil (Missing Link) darstellt, das Informationen darüber preisgibt, wie die Gruppe der Robben den Übergang ins Meer vollzogen haben könnte. Puijila war mit den fossilen Robbengattungen Enaliarctos und Potamotherium verwandt.

## Entdeckung

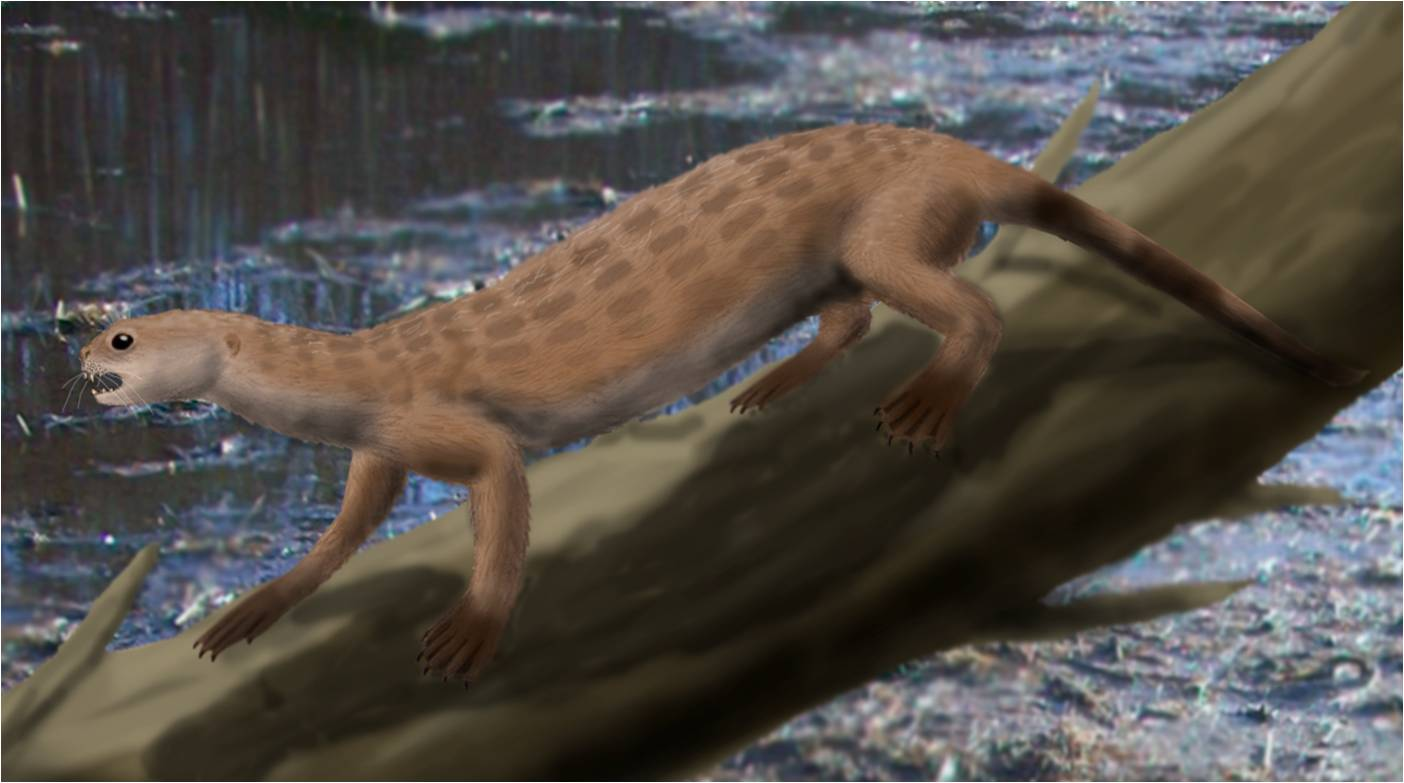
Lebendrekonstruktion von Puijila darwini

Überreste dieser neuen Art wurden 2007 und 2008 von der kanadischen Paläontologin Natalia Rybczynski und ihrem Team in den Ablagerungen eines frühen Miozän-Sees in der Haughton Formation auf Devon Island in Nunavut, Kanada, zu Tage gefördert. Paläobotanische Aufzeichnungen geben zur Vermutung Anlass, dass die Paläoumwelt rund um den See eine Waldlandschaft im Übergang zwischen einem borealen Wald und einem Koniferen-Laubwald umfasste. Das Wetter war durch ein kühl-gemäßigtes Küstenklima und gemäßigte Winter bestimmt. Puijila darwini ist das erste fleischfressende Säugetierfossil, das in den Haughton-See-Ablagerungen zu Tage gefördert wurde. Gleichzeitig könnte der Fund ein Hinweis darauf sein, dass die Evolution der Robben in der Arktis begann.